# Pigmalión (Rameau)
Pygmalion o también Pigmalion, conforme a la grafía del siglo XVIII en una ópera en la forma de acte de ballet en un acto con música de Jean-Philippe Rameau que se estrenó el 27 de agosto de 1748 en la Ópera de París. El libreto es de Ballot de Sovot. La obra se ha considerado generalmente como la mejor de las piezas de un acto de Rameau. Se dice que compuso la obra en ocho días.
Esta ópera se representa muy poco. En las estadísticas de Operabase aparece con sólo 5 representaciones en el período 2005-2010.

## Personajes
| Personaje | Tesitura            | Reparto del estreno, 27 de agosto de 1748 (Director: - ) |
| --------- | ------------------- | -------------------------------------------------------- |
| Pigmalion | haute-contre        | Pierre Jélyotte                                          |
| L'Amour   | soprano             | Marie-Angélique Coupé                                    |
| Céphise   | soprano             | Mlle Rotisset de Romainville                             |
| La statue | soprano y bailarina | Mlle Puvignée fille                                      |

## Argumento

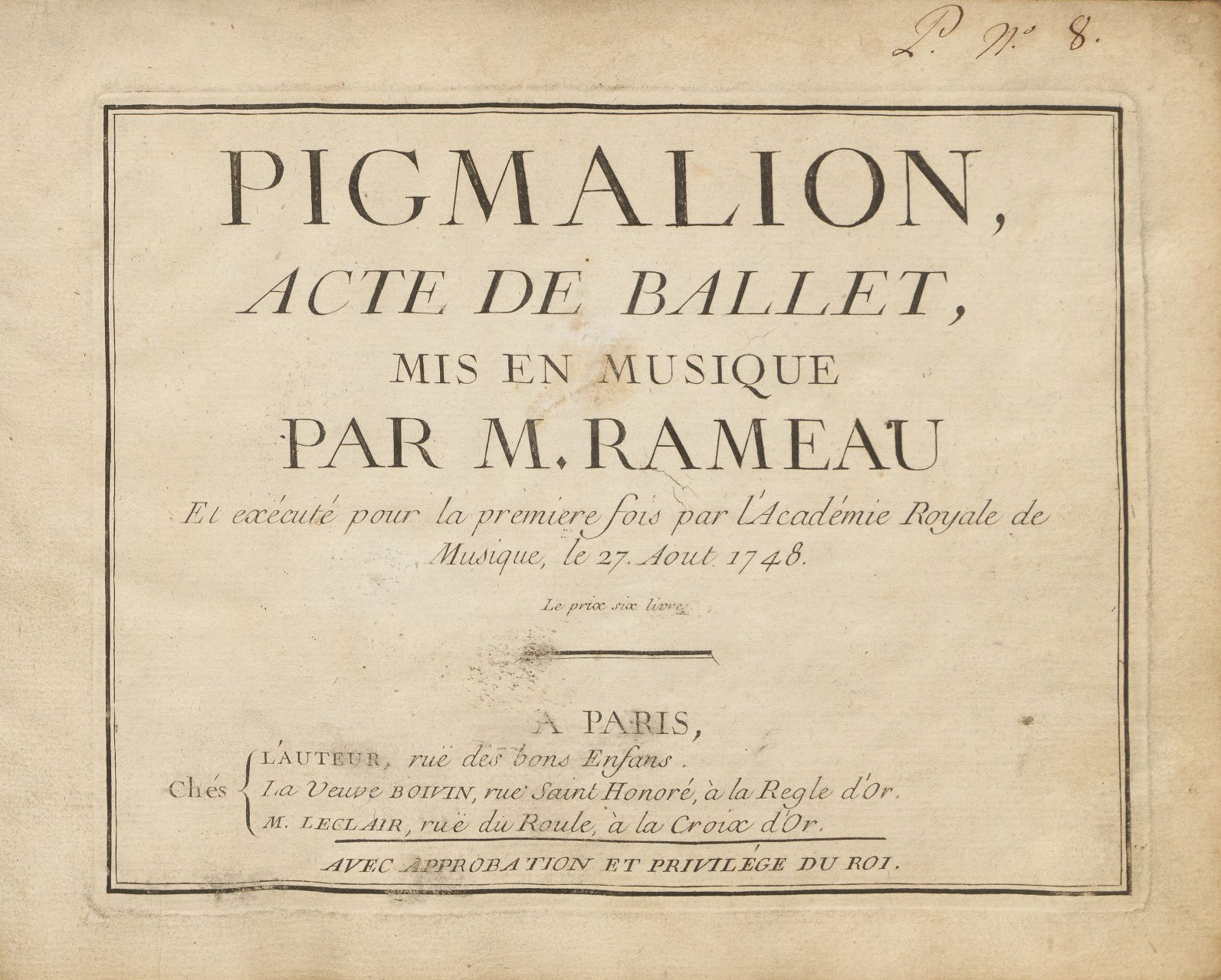
Portada de 1748.

La historia se basa en el mito de Pigmalión tal como se relata en Las metamorfosis de Ovidio.  En la versión de Rameau y de Sovot, el escultor Pigmalión creó una bella estatua a la que declara su amor. Su novia, Céphise, ruega por su atención; Pigmalión la desdeña y pide a la diosa Venus que infunda vida a su estatua. Mágicamente la estatua vive, canta y danza; L'Amour (Amor) llega y alaba a Pigmalión por su habilidad artística y fe en sus poderes. Le sigue mucha danza y canto celebratorio, dando testimonio del poder del amor. L'Amour ayuda encontrando a otro amor para Céphise.

## Grabaciones
- Pigmalion La Petite Bande, Sigiswald Kuijken (Deutsche Harmonia Mundi, 1981).
- Pigmalion Orquesta y Cantantes del English Bach Festival, Nicholas McGegan (Erato, 1984).
- Pigmalion Les Arts Florissants, William Christie (Harmonia Mundi, 1992).
- Pygmalion  Concert Royal, James Richman (Centaur 2010).